# 베르니나봉

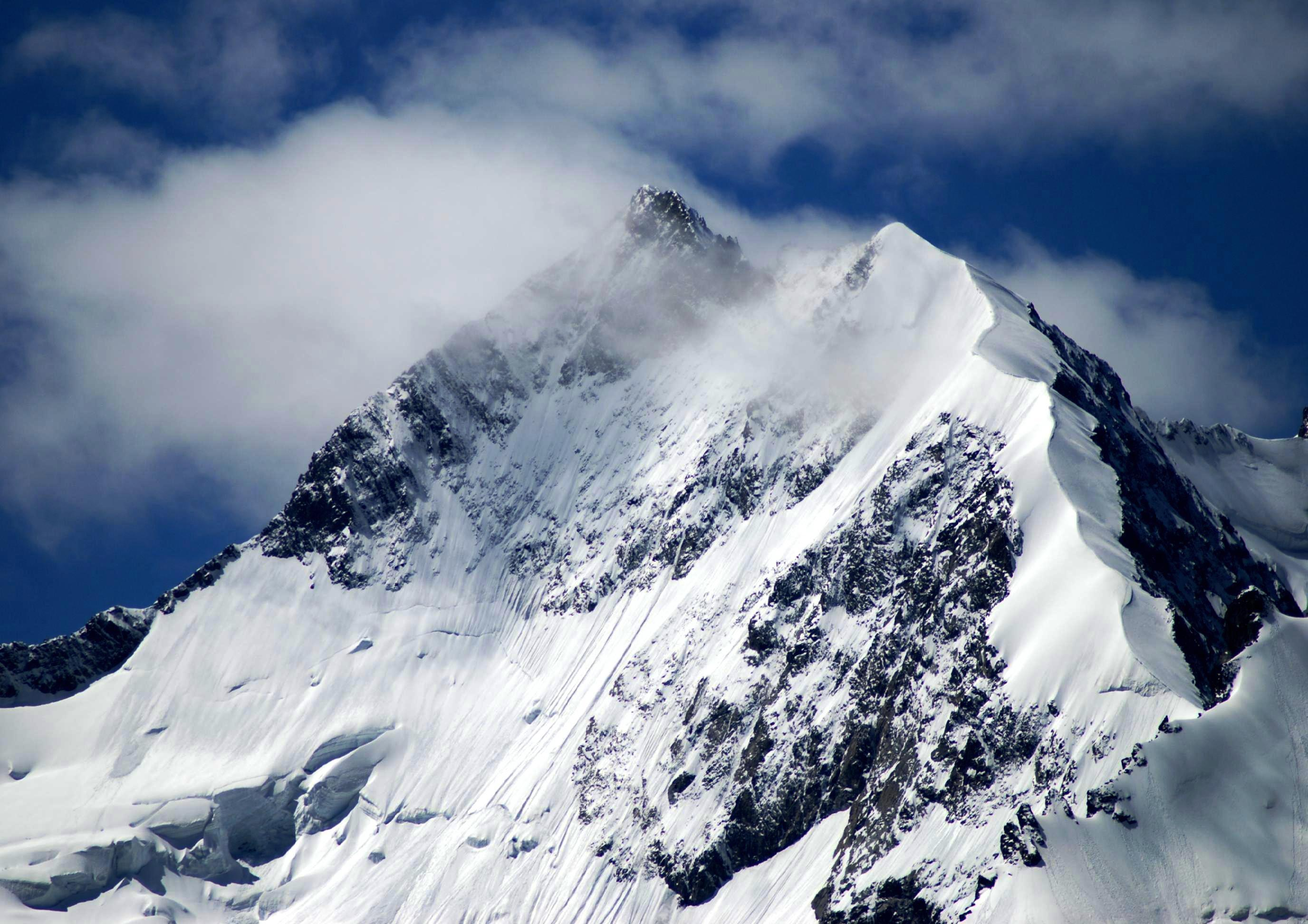
피츠베르니나산

베르니나봉(독일어: Piz Bernina 피츠 베르니나[*], 이탈리아어: Pizzo Bernina 피초베르니나[*])은 알프스산맥을 형성하는 산맥 가운데 하나인 동알프스산맥에 위치한 스위스의 산으로 높이는 4,048.6m, 돌출높이는 2,234m이다.
몽블랑산을 형성하는 산 가운데 하나로서 그라우뷘덴주에 위치한다. 베르니나산맥에서 가장 높은 봉우리이기도 하다. 피츠베르니나 인근에 위치한 휴양지로는 장크트모리츠가 있다.